# 特羅莫爾德 (明尼蘇達州)
特羅莫爾德（英語：Trommald）是一個位於美國明尼蘇達州克羅溫縣的城市。

## 人口
根據2020年美國人口普查的數據，特羅莫爾德的面積為10.29平方千米，當中陸地面積為9.56平方千米，而水域面積為0.73平方千米。當地共有人口99人，而人口密度為每平方千米10人。